# Agnes Baden-Powell

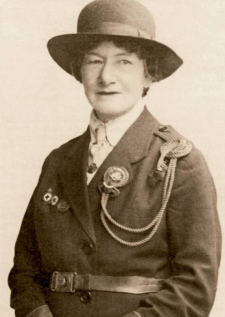
Agnes Baden-Powell

Agnes Baden-Powell (16 december 1858 - 2 juni 1945) was een zus van Robert Baden-Powell en mede-ontwikkelaar, samen met Robert, van Scouting voor meisjes. In 1910 starten zij met (Gidsen / Padvindsters) Girl Guides voor meisjes van 12 tot 17 jaar en in 1914 voor jongere meisjes Rosebuds, later Brownies (kabouters).
Zij werd in 1910 de eerste voorzitter van de "Girl Guides" in het Verenigd Koninkrijk.  Zij trad als voorzitter af in 1916 en werd vervangen door Olave Baden-Powell, de vrouw van Robert Baden-Powell. Ze bleef aan als ondervoorzitter tot haar dood.
Agnes was een bekwaam musicus op orgel, piano en viool. Ze had ook een uiteenlopende belangstelling, onder andere in biologie en sterrenkunde, zo hield zij bijen, vogels en vlinders in haar huis.  Met haar broer Baden Fletcher Smyth Baden-Powell maakte zij luchtballonnen, zij naaide het zijden omhulsel. Zij maakten ook veel vluchten samen. Later hielp ze hem met bouwen van vliegtuigen. Agnes was vanaf 1938 een erelid van de Royal Aeronautical Society.
Ze was enkele jaren voorzitter van de afdeling Westminster van het Rode Kruis, en werkte voor de League of Mercy en de Queen Mary's Needlework Guild.